# Hoya chinghungensis
Hoya chinghungensis (chin. 景洪球兰 jing hong qiu lan) ist eine Pflanzenart der Gattung der Wachsblumen (Hoya) aus der Unterfamilie der Seidenpflanzengewächse (Asclepiadoideae). Sie kommt in Südchina und Myanmar vor.

## Merkmale
Hoya chinghungensis wächst epiphytisch hängend; die flaumig behaarten Triebe werden bis zu 2 m lang und verzweigen sich überwiegend an der Basis. Die Blätter besitzen kurze, etwa 1,5 mm lange, flaumig behaarte Stiele. Die sattgrünen Blattspreiten sind breit-eiförmig bis gerundet-dreieckig 1 bis 1,5 cm lang und 0,7 bis 1,1 cm breit. Die Basis ist gerundet bis gerade, das äußere Ende spitz bis stumpf auslaufend. Die Mittelader ist erkennbar, die seitlichen Adern sind obsolet. 
Der endständige Blütenstand ist 4- bis 5-blütig (4- bis 7-blütig) und hängend. Die Stiel des Blütenstandes sind sehr kurz (kürzer als die Blütenstiele), oft sogar fehlen sie. Drei bis vier (sechs) Einzelblüten gruppieren sich um eine Zentralblüte herum. Die Blütenstiele variieren in der Länge von 0,8 bis 1,2 cm. Die Einzelblüte hat einen Durchmesser von etwa 1 bis 1,2 (1,3) cm. Die dicht flaumig behaarten Kelchblätter sind mehr oder weniger eiförmig, 1,5 bis 2 mm lang und ca. 1,2 mm breit. Das äußere Ende ist stumpf. Die Blütenkrone ist weiß und sternförmig, oder mit leicht zurückgebogenen Kronzipfeln. Diese sind dreieckig-eiförmig, ca. 3,5 lang und an der Basis 4,5 mm breit mit etwas gerundetem Apex. Sie sind außen kahl, innen sehr fein flaumig behaart. Die Nebenkronzipfel sind glasig rosa und dreieckig. Der äußere Fortsatz ist zugespitzt, der innere Fortsatz liegt dem Staubblatt an und erreicht die Fortsätze der Staubblätter. Diese überlappen sich im Zentrum über dem Griffelkopf geringfügig. Die länglich-lanzettlichen Pollinia sind 0,4 bis 0,5 mm lang und ca. 0,2 mm breit und hellgelb. Die hängenden Balgfrüchte sind schmal-spindlig 7 bis 9 cm lang, bei einem Durchmesser von 3 bis 4 mm; die Oberfläche ist glatt. Die Samen sind gestreckt-länglich ca. 2,5 mm und 0,3 mm dick. Der weiße Haarschopf misst ca. 2 cm. Die Art blüht am Naturstandort im Juni und bildet Früchte von Juli bis Oktober.

### Ähnliche Arten
Hoya chinghungensis ist eng mit Hoya bella, Hoya lanceolata und Hoya engleriana verwandt. Die Blätter sind kleiner als bei diesen Arten. Auch sind die Kronzipfel stärker zurückgebogen als bei den drei anderen Arten.

## Geographische Verbreitung und Habitat
Die Art kommt im Süden der Provinz Yunnan (Südchina), in Myanmar und Thailand (beim Tee-Lao-Su-Wasserfall, Mae Sod-District, Tak-Provinz, in der Nähe zur Grenze zu Myanmar) vor. Sie wächst in dichten Wäldern in 1500 bis 2000 m über dem Meeresspiegel.

## Taxonomie
Die Art wurde 1974 von Ying Tsiang und Ping-tao Li ursprünglich als Dischidia chinghungensis beschrieben. Sie wurde 1995 von Michael Gilbert et al. umklassifiziert und zur Gattung Hoya gestellt. Der Holotyp war im September 1936 von C. W. Wan bei Che-li Hsien, Meng- soong, Dah-Meng-Lung (Yunnan, China) in 1900 m über Meeresspiegel gesammelt worden. Gilbert et al. (1995) deuten die Möglichkeit an, dass Hoya bella und Hoya chinghungensis lediglich Unterarten von Hoya lanceolata sind. Die Flora of China behandelt Hoya chinghungensis jedoch wieder als eigenständige Art, ebenso Somadee & Kühne (2011). 